# Burdizzo-Zange

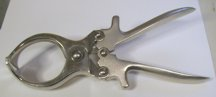
Seitenansicht einer Burdizzo-Zange

Die Burdizzo-Zange ist ein veterinärmedizinisches Instrument zur sogenannten unblutigen Kastration von männlichen Rindern, Schafen und Ziegen. Die Wirksamkeit beruht auf einer kräftigen Quetschung der Samenstränge. Durch diesen Vorgang kommt es durch dauerhafte Schädigung der im jeweiligen Samenstrang verlaufenden Hodenarterie (Arteria testicularis) zu einer Verkleinerung (Atrophie) des Hodens und nach 2–3 Wochen zur Unfruchtbarkeit. Nach § 5 Abs. 3 Nr. 1 Tierschutzgesetz darf bei unter vier Wochen alten Rindern, Schafen und Ziegen die Kastration ohne Betäubung erfolgen.
Einen der Burdizzo-Zange analogen Effekt erreichten die Rentiere züchtenden Samen durch einen Biss. Die so behandelten Hirsche entwickelten weiterhin ihre prächtigen Geweihe im Gegensatz zu den Tieren, denen die Hoden entfernt worden waren – deren Geweihe sehen aus wie die der weiblichen Tiere.
Nach Freilegung des Samenstrangs werden Kastrierzangen zur Kastration verwendet.